# Orthocosa ambigua
Orthocosa ambigua is een spinnensoort in de taxonomische indeling van de wolfspinnen (Lycosidae).
Het dier behoort tot het geslacht Orthocosa. De wetenschappelijke naam van de soort werd voor het eerst geldig gepubliceerd in 1947 door J. Denis.